# Garri Kasparov
Garri Kimovitsj Kasparov (Russisch: Га́рри Ки́мович Каспа́ров), geboren als Garri Kimovitsj Weinstein (Russisch: Гарри Кимович Вайнште́йн, Bakoe, Azerbeidzjaanse SSR, Sovjet-Unie, tegenwoordig Azerbeidzjan, 13 april 1963) is een in de Sovjet-Unie geboren voormalig schaker van Armeens-Joodse afkomst. Hij werd op 9 november 1985 als 22-jarige de jongste wereldkampioen schaken ooit. Hij stond van 1986 tot hij in 2005 stopte gedurende 225 van de 228 maanden bovenaan de wereldranglijst en was tot januari 2013 houder van de hoogste FIDE-rating ooit (daarna overtroffen door Magnus Carlsen).
Na zijn schaakloopbaan in 2005 werd Kasparov politiek actief in Rusland met een sterke anti-Poetinvisie. In 2013 vluchtte hij naar de Verenigde Staten. Hij werd voorzitter van het Bestuur en de Internationale Raad van de Human Rights Foundation (HRF). Na het uiteenvallen van de Sovjet-Unie in 1991 was hij automatisch Russisch staatsburger geworden, maar in maart 2014 liet hij zich naturaliseren tot Kroaat.
Kasparovs voornaam wordt in de Nederlandstalige schaakliteratuur ook wel gespeld als 'Gary' en 'Garry'.

## Levensloop

### Kennismaking met het schaken en de opmars
Al op jonge leeftijd raakte Kasparov gefascineerd door het schaakspel en hij belandde dan ook op de bekende schaakschool van Michail Botvinnik. Op zijn dertiende werd hij voor het eerst Russisch jeugdkampioen schaken met een ongekend hoog niveau, een jaar later in 1977 herhaalde hij dit met nog betere cijfers. Zijn eerste successen als jeugdspeler boekte hij onder de naam Harry Weinstein, maar enkele jaren na het overlijden van zijn vader besloot hij verder te gaan onder de gerussificeerde versie van de naam van zijn moeder (Kasparjan).
In 1978 debuteerde hij, 15 jaar oud, in het kampioenschap van de Sovjet-Unie. In 1979 werd hij voor het eerst 'losgelaten' op een internationaal toernooi en liet in Banja Luka 14 grootmeesters achter zich. In 1980 werd hij wereldkampioen bij de jeugd en in 1981 de jongste kampioen van de Sovjet-Unie.

### Het wereldkampioenschap

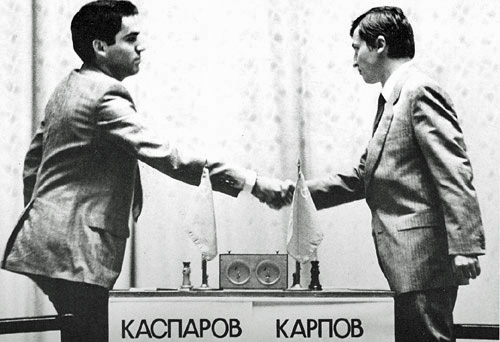
Kasparov (links) en Karpov tijdens de match om het wereldkampioenschap in 1985

In 1982 begon Kasparov aan zijn opmars naar het wereldkampioenschap door het Interzonetoernooi van Moskou met overmacht te winnen. In 1983 versloeg hij in kandidatenmatches Oleksandr Beljavsky met 6-3 en Viktor Kortsjnoj met 7-4. In 1984 won hij in de finale met 8½-4½ van Vasili Smyslov en verwierf het recht om regerend wereldkampioen Anatoli Karpov uit te dagen.
Hun match begon in 1984 en ging om zes winstpartijen, waarbij remises niet meetelden. Kasparov stond na 9 partijen met 4-0 achter, maar wist via een schier eindeloze reeks remises de strijd te rekken tot het na 46 partijen 5-1 voor Karpov stond. Daarna won Kasparov twee partijen. Hoe het verder zou zijn gegaan is een open vraag, maar op dit punt werd de match afgebroken door de FIDE-voorzitter Florencio Campomanes. In 1985, bij de tweede match, lukte het hem wel om Karpov te verslaan (13-11), waarmee Kasparov de jongste wereldkampioen schaken aller tijden werd. Hij verdedigde zijn titel met succes tegen Karpov in 1986 (12½-11½), 1987 (12-12) en 1990 (12½-11½).
In 1993 won Nigel Short de kandidatencyclus. Na onenigheid met de FIDE over de voorwaarden voor de match besloten Short en Kasparov hun tweekamp buiten de FIDE om te spelen. Ze richtten daartoe een nieuwe schaakbond op, de PCA, waarna de FIDE Kasparov zijn titel ontnam. Jan Timman en Anatoli Karpov stonden klaar om die titel over te nemen: Timman verloor de match en Karpov werd opnieuw wereldkampioen schaken. Na  deze scheuring waren er twee wereldkampioenen schaken.
Kasparov behield zijn wereldtitel in matches tegen Short (1993, 12½-7½) en Viswanathan Anand (1995, 10½-7½) maar verloor hem in 2000 aan Vladimir Kramnik (6½-8½). Daarna bleef hij echter de nummer 1 van de wereldranglijst tot aan het eind van zijn loopbaan in maart 2005. Zijn laatste FIDE-rating was 2812 (januari 2006). Uit onvrede over de manier waarop een uitdager voor Kramnik bepaald zou worden, trok hij zich terug uit de strijd om de 'klassieke' wereldtitel. Later zou Kasparov als uitvloeisel van het Pact van Praag een match om het FIDE-kampioenschap spelen met Roeslan Ponomarjov. Deze match ging om onduidelijke redenen niet door. In 2005 zouden Kasparov en Rustam Kasimdzjanov een match spelen waarvan de winnaar Kramnik zou mogen uitdagen. Toen de FIDE deze match niet van de grond kreeg, trok Kasparov zich helemaal terug uit de strijd om het wereldkampioenschap.

### Toernooiprestaties
Voor hij wereldkampioen werd, speelde Kasparov weinig toernooien. Hij won er wel een aantal: Bakoe 1980, Bugojno 1982 en Niksic 1983.
Nadat hij wereldkampioen was geworden begon hij aan een imposante reeks van 11 opeenvolgende (soms gedeelde) overwinningen: Brussel 1986, Brussel 1987, het Optiebeurs-toernooi (1988), Belfort 1988, kampioenschap Sovjet-Unie 1988, Reykjavik 1988, Barcelona 1989, Skelleftea 1989, Tilburg 1989, Belgrado 1989 en Linares 1990.
In de jaren negentig was Kasparov wat minder actief, maar won Linares 1992, Dortmund 1992, Linares 1993, het VSB-toernooi van 1994, Novgorod 1994, Horgen 1994, Riga 1995, Novgorod 1996, het VSB-toernooi van 1996, Las Palmas 1996, Linares 1997, Novgorod 1997 en Tilburg 1997.
In 1999 debuteerde Kasparov in het Hoogovenstoernooi. Zijn winst daar was het begin van een nieuwe reeks opeenvolgende overwinningen: Linares 1999, Sarajevo 1999, Corus 2000, Linares 2000, Sarajevo 2000, Corus 2001, Linares 2001, Astana 2001 en Linares 2002. In 2004 won hij het kampioenschap van Rusland en 2005 sloot hij zijn loopbaan af met winst in Linares.

### Beste schaker aller tijden
Sommigen beweren dat Kasparov de beste schaker aller tijden is. Hij heeft met 2851 punten de op dat moment hoogste FIDE-rating ooit gehaald. Daarvoor was hetBobby Fischer die met 2789 punten de hoogste rating bezat. Ondertussen is dit record verbroken door Magnus Carlsen (rating 2882, mei 2014). Volgens sommigen dient men bij deze verschillen in rating echter rekening te houden met zogeheten ratinginflatie. In ieder geval mag worden gesteld dat Kasparovs bijdragen aan het schaken significant zijn. De jonge Kasparov viel tot het begin van de jaren negentig op door zijn creatieve aanvalsschaak, met ongewone, risicovolle concepten en offers. Toen leek hij al, net als een van zijn grote voorgangers Michail Tal, vanuit praktisch oogpunt gerechtvaardigde offers te kunnen plegen. Hij heeft zijn enorme creativiteit achter het bord laten gelden op het strategische vlak maar zeker ook op het tactische, vooral tijdens de eerste helft van zijn carrière. Revolutionair voor de schaaksport was zijn denken in drie dimensies: materiaal, tijd en kwaliteit. Hij had als geen ander inzicht in hoe deze zich tot elkaar verhouden. Hij wist welke materiële achterstand een bepaalde voorsprong in ontwikkeling rechtvaardigde alsook welk positioneel voordeel. Ook wist hij hoe deze aspecten zich verhouden tot de tijd die er kan worden gewonnen met een of ander initiatief of aanval. Beroemd geworden is zijn inzicht dat in bijna alle gevallen een paard op f5 voor wit een pionoffer rechtvaardigt, en voor zwart eentje op f4. Ook heeft hij aan de hand van enkele partijen geïllustreerd, dat een dominant wit paard op de zesde rij en een zwart paard op de derde rij (wat een octopus wordt genoemd) het offeren van een kwaliteit compenseert. Daarnaast heeft hij met zijn ‘cut the board in two’ laten zien welke extra aanvals- en offermogelijkheden er zijn wanneer de verdedigende partij meer stukken op de andere bordhelft heeft dan die waarop zijn koning zich bevindt. Door al deze inzichten heeft hij het schaken naar een hoger plan gebracht.
Begin jaren tachtig had Kasparov al dusdanige schaakinzichten en baanbrekende ideeën dat hij een grote bijdrage heeft kunnen leveren aan het gemeengoed worden van schaakcomputers. Hij zal hierbij ook ongetwijfeld de vooruitziende blik hebben gehad, dat een goede voorbereiding op tegenstanders in de toekomst schuilt in het samen met de machine ontwikkelen van nieuwe openingsvarianten en strategische concepten. Uiteindelijk is deze visie van Kasparov realiteit geworden en kan geen enkele grootmeester van betekenis meer zonder een gedegen schaakprogramma. Kasparov zelf heeft de tweede helft van zijn carrière bewezen ook het beste te kunnen samenwerken met de computer, en zo wist hij nummer één van de wereld te blijven tot en met 2005. Kasparov heeft tal van oude openingsvarianten gecorrigeerd, zoals vele van zijn partijen lieten zien. Eind jaren negentig had hij zo'n 4000 concepten in zijn eigen database staan, zo wist hij enkele partijen al in zijn studeerkamer te beslissen.
Ondanks dit alles blijft het vraagstuk wie de grootste schaker aller tijden is moeilijk te beantwoorden. In feite zal het gaan om, zeker wanneer spelers uit verschillende tijden met elkaar worden vergeleken, de relatieve sterkte. Dit omdat het absolute niveau stijgt naarmate de tijd vordert, en schakers uit latere tijden konden steeds voortbouwen op de inzichten van hun voorgangers. In feite zijn er altijd tal van beoordelingscriteria te bedenken (zoals meeste toernooioverwinningen, het langst wereldkampioen, hoogste rating, hoogste winstpercentage in carrière, enz.). Anderen beweren echter, dat je schakers uit verschillende tijden onmogelijk met elkaar kunt vergelijken op basis van dit soort criteria. Vast staat in ieder geval dat hij tot de grootste schakers aller tijden kan worden gerekend.

### Kasparov tegen Deep Blue
Een opmerkelijk toernooi uit Kasparovs lange carrière is zijn tweekamp tegen de IBM-supercomputer Deep Blue. IBM benaderde het schaken uit wiskundig oogpunt en dacht dat een computer met brute rekenkracht wel een menselijk schaker kon verslaan. In 1996 daagde IBM Kasparov uit om tegen Deep Blue te schaken. De eerste partij van de wedstrijd resulteerde meteen in een 1-0 stand voor Deep Blue. Het was de eerste keer dat een computer een wereldkampioen versloeg. Uiteindelijk zou Kasparov de match wel winnen met 4 tegen 2. In mei 1997 werd er opnieuw gespeeld. Nu speelde Kasparov tegen de vernieuwde Deep Blue, die werd aangedreven door 30 processors en 480 schaakchips. Hij kon 200 miljoen zetten per seconde berekenen en op deze manier ook nog 12 zetten vooruit denken. In de 1e, 2e en 6e wedstrijd maakte Kasparov een paar grote fouten (waarschijnlijk was hij van zijn stuk gebracht door een willekeurige zet van Deep Blue als gevolg van een bug) en zo kwam Deep Blue na een beladen match over 6 partijen uiteindelijk als winnaar uit de bus: 3½-2½. Kasparov heeft IBM daarna nog een aantal keer uitgedaagd, maar het is nooit tot een derde match gekomen. Wel speelde Kasparov in 2003 een match tegen Deep Junior, een Israëlische schaakcomputer. De uitkomst was 3-3.

### Einde schaakloopbaan
Op 11 maart 2005, na afloop van het Linares-toernooi, maakte Kasparov in een persconferentie bekend dat hij met onmiddellijke ingang stopte met schaken. Zijn laatste officiële partij speelde hij een dag ervoor op 10 maart 2005 tegen Veselin Topalov, een partij die hij overigens verloor.

### Leven na het schaken
Kasparov heeft diverse schaakboeken geschreven en is woordvoerder geweest bij politieke, educatieve en sociale hervormingen in Oost-Europa. Daarnaast houdt hij zich bezig met liefdadigheid en heeft daarvoor de Kasparov Foundation opgericht in Moskou. Hij promoot het schaken in Rusland als schoolvak en heeft een eigen schaakschool opgericht: de Kasparov International Chess Academy. Verder spreekt hij regelmatig op internationale congressen zoals het World Economic Forum in Davos en de Cursos de Verano in Madrid. Ook schrijft hij een column in het schaakblad New In Chess. Na de beëindiging van zijn loopbaan als schaakgrootmeester probeerde Kasparov voet aan de grond te krijgen in de Russische politiek.

### Eenmalige terugkeer in de toernooiarena
In augustus 2017 maakte Kasparov een eenmalige comeback in het toernooischaak. Hij speelde mee in het rapid- en snelschaaktoernooi in Saint-Louis, als onderdeel van de Grand Chess Tour. De grote vraag was in hoeverre Kasparov in staat was om na twaalf jaar afwezigheid uit het topschaak opnieuw op het niveau van wereldtoppers als Levon Aronian, Hikaru Nakamura, Sergej Karjakin en Fabiano Caruana te kunnen spelen. Uiteindelijk eindigde Kasparov met een score van 16 punten uit de mogelijke 36 op de achtste plaats van tien deelnemers, nog net voor zijn oude rivaal Viswanathan Anand.

## Politieke loopbaan
Kasparov zette zich al sinds 2004 in voor mensenrechten en begaf zich vanaf 2005 in de politiek. Daarbij was hij een openlijk tegenstander van de Russische president Vladimir Poetin en wilde het als presidentskandidaat tegen hem opnemen bij de Russische presidentsverkiezingen 2008 als leider van de democratische oppositie, verenigd onder de naam Het Andere Rusland. Om deze reden werd hij in 2006 tijdens een signeeractie door een fan met een schaakbord op zijn hoofd geslagen. Bij verkiezingsdemonstraties werd Kasparov aanvankelijk ontzien door de Russische autoriteiten, maar op 14 april 2007 werd hij gearresteerd wegens deelname aan een verboden demonstratie tegen Poetin in Moskou. Hij werd dezelfde dag nog vrijgelaten, met een kleine boete. Later dat jaar op 24 november, een week voor de verkiezingen, werd hij opnieuw opgepakt en veroordeeld tot vijf dagen cel wegens het leiden van een demonstratie tegen president Poetin waarvoor door de autoriteiten geen toestemming was gegeven.
In de race om het presidentschap heeft hij, samen met onder andere de nationaal-bolsjewisten, verschillende demonstraties tegen Poetins bewind gehouden; die werden door de politie allemaal uiteengeslagen.
In 2007 publiceerde hij een boek met de titel: How Life Imitates Chess. Hierin legt hij parallellen tussen het schaakspel en de wereld van zaken en politiek.
Sinds 2009 is Kasparov adviseur en lid van de toezichthoudende raad National Security Advisory Council van het Center for Security Policy, een Amerikaans neoconservatieve denktank, die zich bezighoudt met zaken die van groot belang worden geacht voor de Amerikaanse nationale veiligheid. Toen dat bekend werd is zijn naam van de site van de National Security Advisory Council verwijderd.
Op 31 januari 2012 was hij als organisator en spreker in Moskou aanwezig tijdens een bijeenkomst voor eerlijke verkiezingen.
Sinds zijn vlucht naar de Verenigde Staten in 2013 reist hij de wereld rond, daarbij het Westen oproepend een 'vuist' te maken tegen Poetin en de mensenrechtensituatie in Rusland. In oktober 2015 verscheen zijn boek Winter is coming waarin Kasparov beschrijft waarom hij Vladimir Poetin als een dictator beschouwt en als een bedreiging, niet alleen voor Rusland, maar voor de hele wereld.

### Verlies strijd om voorzitterschap FIDE
Op 11 augustus 2014 verloor Kasparov de strijd om het voorzitterschap van de FIDE tegen Kirsan Iljoemzjinov met 110 stemmen tegen 61. Velen zagen de strijd als een politiek duel van Kasparov tegen Vladimir Poetin die Iljoemzjinov steunde. Die steun bleek onder meer uit het feit dat Russische ambassades overal ter wereld opriepen om te stemmen op Iljoemzjinov. Beide partijen in het duel beschuldigden elkaar van onregelmatige praktijken. Zo dook tijdens de campagne een contract op waarin Kasparov aan een Singaporese medewerker van de FIDE 1 miljoen dollar beloofde voor de schaakstichting waar hij voorzitter van was. In ruil voor deze steun zou hij dan zijn stem aan Kasparov geven. Het contract – dat Iljoemzjinov in verlegenheid bracht – bedong dat Agon, een organisatie waarvan Iljoemzjinov de meerderheid van de aandelen in bezit had, een monopolierecht op het organiseren van Fide-evenementen kreeg.

## Briljante schaakpartijen
Kasparov heeft in zijn lange carrière vele briljante partijen gespeeld. De partij die door velen als zijn beste schaakpartij ooit wordt beschouwd speelde Kasparov in het Hoogovenstoernooi op 20 januari 1999 tegen Veselin Topalov. Cruciaal in deze partij is het torenoffer 24. Td1xd4 waarbij de zwarte koning het vrije veld in wordt gestuurd. Uiteindelijk wint Kasparov vele zetten later door het terugwinnen van groot materieel. Critici geven aan dat zwart een succesvolle verdediging had kunnen voeren met de zet 24. ... Ka7-b6, maar over het algemeen wordt Kasparov in deze partij toch geprezen om zijn lef, creativiteit en rekenkracht waardoor één van de mooiste partijen uit de schaakgeschiedenis is gespeeld.
1. e4 d6 2. d4 Pf6 3. Pc3 g6 4. Le3 Lg7 5. Dd2 c6 6. f3 b5 7. Pge2 Pbd7 8. Lh6 Lxh6 9. Dxh6 Lb7 10. a3 e5 11. 0-0-0 De7 12. Kb1 a6 13. Pc1 0-0-0 14. Pb3 exd4 15. Txd4 c5 16. Td1 Pb6 17. g3 Kb8 18. Pa5 La8 19. Lh3 d5 20. Df4+ Ka7 21. The1 d4 22. Pd5 Pbxd5 23. exd5 Dd6
Zie het diagram. 24. Txd4!! cxd4 Volgens Kasparov was 24. ... Kb6 aangewezen voor gelijkwaardig spel. 25. Te7+! Kb6 Zwart mag het tweede torenoffer niet aannemen met 25...Dxe7 wegens 26. Dxd4+ Kb8 27. Db6+ Lb7 28. Pc6+ Ka8 29. Da7#
26. Dxd4+ Kxa5 27. b4+ Ka4 28. Dc3 Dxd5 29. Ta7 Lb7 30. Txb7 Dc4 31. Dxf6 Kxa3 32. Dxa6+ Kxb4 33. c3+! Kxc3 34. Da1+ Kd2 35. Db2+ Kd1 36. Lf1! Td2 37. Td7! Txd7 38. Lxc4 bxc4 39. Dxh8 Td3 40. Da8 c3 41. Da4+ Ke1 42. f4 f5 43. Kc1 Td2 44. Da7 1-0
In de Taimanovvariant van het Siciliaans heeft Garri Kasparov een subvariant ontwikkeld, die eerder ook al door Péter Dely gespeeld is, het Dely-Kasparovgambiet: 1.e4 c5 2.Pf3 e6 3.d4 cd4 4.Pd4 Pc6 5.Pb5 d6 6.c4 Pf6 7.P1c3 a6 8.Pa3 d5 (diagram)

### Over Garri Kasparov
- Willem D. Hajenius: Garri Kasparov op weg naar de top. Nederhorst den Berg: Variant, 1983. ISBN 90-6448-511-9. 165 partijen uit de periode 1976-1982, zonder commentaar maar met elke zet van Kasparov op een nieuwe regel, zodat de lezer de zetten kan afdekken en proberen Kasparovs volgende zet te raden.
- Eduard Gufeld: Garri Kasparov. Parijs: Grasset, 1984. ISBN 2-246-34711-4. Analyse van een vijftigtal partijen; uit het Russisch vertaald door Sylvain Zinser.
- András Adorján: Quo Vadis, Garry? Schachverlag Reinhold Dreier, 1990. ISBN 3-9802574-0-1. Door een secondant van Kasparov.
- H. Wiereck: Garri Kasparov. Stationen eines Weltmeisters. Homburg: Edition Jung, 2002. ISBN 3-933648-14-9. 120 becommentarieerde partijen.
- A. Nikitin: Mit Kasparov zum Schachgipfel. Berlijn: Sportverlag, 1991. Door een van Kasparovs trainers. Franse vertaling: Kasparov. Editions Payot et Rivages, 1994. ISBN 2-228-88860-5 .
- I. Stohl: Les meilleures parties de Garry Kasparov. 2 delen. Olibris, 2006 & 2008.
- T. Karolyi & N. Aplin: Kasparov: How His Predecessors Misled Him about Chess. Londen: Batsford, 2009.

### Door Garri Kasparov
- Garry Kasparov: Fighting Chess: My Games and Career. Londen: Batsford, 1983. ISBN 0-7134-1984-9.
- Garry Kasparov (in samenwerking met Donald Trelford): Child of Change. Londen: Hutchinson, 1987. ISBN 0-09-172722-7. Vertaald in het Nederlands: Hoog spel, Het Spectrum, 1987. ISBN 90-274-1859-4. Autobiografie waarin Kasparov onder andere de tegenwerking van Florencio Campomanes en de Russische Schaakfederatie aanklaagt.
- Garry Kasparov: L'épreuve du temps. Parijs: Grasset, 1987. ISBN 2-246-37731-5. Vertaald uit het Russisch.
- Garry Kasparov (in samenwerking met Mig Greengard): How Life Imitates Chess. Insights into life as a game of strategy. Londen, Heinemann, 2007. ISBN 978-0-434-01410-1. Vertaald in het Nederlands: Waarom het leven op schaken lijkt, Bruna, 2007. ISBN 978-90-229-9157-2